# جواد انصافی
جواد انصافی (زاده سال ۲۷ اردیبهشت ۱۳۳۰، در تهران) بازیگر و کارگردان ایرانی است. انصافی تنها کسی است که مدرک دکتری "نمایش تخت حوضی" (درجه یک هنری)را کسب کرده است. وی را بیشتر با نام عَبدُلی می‌شناسند. عبدلی نام شخصیتی است که وی از اواخر دههٔ شصت، در نمایش‌های تلویزیونی بازی کرده‌است.

## آثار

### سینما
- آدم آهنی (۱۳۹۱)
- زن بدلی (۱۳۸۵)

## مستند
- کارگردان و محقق در مستند «ارتباطات از راه دور»؛ شبکه ۱؛ ۱۳۷۰
- کارگردان و محقق در مستند «راهی به سوی خودکفایی»؛ شبکه ۱؛ ۱۳۶۹
- کارگردان و محقق در مستند «پست پیامی تو»؛ شبکه ۱؛ ۱۳۶۹
- تهیه‌کننده در مستند «تلاش» نویسنده و کارگردان «محمود علیقلی»؛ شبکه ۱؛ ۱۳۶۷
- بازیگر سیاه باز در فیلم مستند سینمایی "دکتر حسین فاطمی" تهیه‌کننده «امیرحسین سیاح آذربایجانی» ؛۱۴۰۱

## تلویزیون
| سال         | عنوان                     | کارگردان                        | شبکه        |
| ----------- | ------------------------- | ------------------------------- | ----------- |
| ١۴۰۳-تاکنون | برمودا (برنامه تلویزیونی) | محسن نجفی سولاری                | شبکه نسیم   |
| ۱۴۰۱–۱۴۰۳   | مهیار عیار                | سید جمال سیدحاتمی               | شبکه ۳      |
| ۱۴۰۱        | مستوران                   | سیدجمال سیدحاتمی، مسعود آب پرور | شبکه ۱      |
| ۱۳۹۷–۱۳۹۴   | محله گل و بلبل            | احمد درویشعلی پور               | شبکه ۲      |
| ۱۳۸۸        | مدرسه ما                  | داریوش یاری                     | شبکه ۲      |
| ۸۸–۱۳۸۷     | اشک‌ها و لبخندها           | حسن فتحی                        | شبکه ۱      |
| ۱۳۸۷        | نون و پنیر و پسته         | مسلمی                           | شبکه ۵      |
| ۱۳۸۷        | فیتیله، جمعه تعطیله       | مسلمی و مجید قناد               | شبکه ۲      |
| ۱۳۸۷        | غیرمحرمانه                | مسعود رسام                      | شبکه ۵      |
| ۱۳۸۷        | بهار آمد                  | جواد انصافی                     | شبکه جام جم |
| ۱۳۸۶        | میوه ممنوعه               | حسن فتحی                        | شبکه ۲      |
| ۱۳۸۵        | گل و گلاب                 | جواد انصافی                     | شبکه ۲      |
| ۱۳۸۳        | شبی دیگر                  | جواد انصافی                     | شبکه ۵      |
| ۱۳۸۲        | شهر باران                 | جواد هاشمی                      | شبکه ۲      |
| ۱۳۷۹        | کارگاه موردی              | جواد انصافی                     | شبکه ۱      |
| ۱۳۷۹        | متل جهان                  |                                 |             |
| ۱۳۷۸–۷۹     | محله باصفا                | احمد قربانی                     | شبکه ۱      |
| ۱۳۷۸        | جشن رمضان «ارمغان بهشت»   | جواد انصافی                     | شبکه ۲      |
| ۱۳۷۶        | لطایف الحکایات            | جواد انصافی                     | شبکه ۵      |
| ۷۵–۱۳۷۴     | شبکه خنده                 | جواد انصافی                     | شبکه ۵      |
| ۱۳۷۴        | در آخرین لحظه             | جواد انصافی                     | شبکه ۵      |
| ۱۳۷۳        | اشتباه در اشتباه          | جواد انصافی                     | شبکه ۱      |
| ۱۳۷۱        | بهار پانزده               | جواد انصافی                     | شبکه ۱      |
| ۱۳۶۷        | خانواده پر جمعیت          | جواد انصافی                     | شبکه ۱      |
| ۱۳۶۴ و ۱۳۶۶ | سراب                      | جواد انصافی                     | شبکه ۱      |
| ۶۵–۱۳۶۴     | مردم و مسئولان            | جواد انصافی                     | شبکه ۱      |
| ۱۳۶۴–۶۵     | با زبان بی‌زبانی           | جواد انصافی                     | شبکه ۱      |
| ۱۳۶۴        | شوخی با تلویزیون          | جواد انصافی                     | شبکه ۱      |
| ۱۳۶۳        | سوادآموزی                 |                                 |             |
| ۱۳۶۳        | حسام‌الدوله (بی‌خبر)        | جواد انصافی                     | شبکه ۱      |

زنده رود شبکه استانی اصفهان

## فیلم تلویزیونی
- «ارومان» نویسنده و کارگردان رضا ایرانمنش شبکه ۲؛ ۱۳۸۷
- «دلقک» نویسنده و کارگردان هوشنگ هدایتی؛ شبکه ویدئویی تهران؛ ۱۳۸۶

## فیلم آموزشی
- نویسنده، کارگردان و بازی در فیلم آموزشی «انسان راه وسیله نقلیه»؛ شبکه ۱؛ ۱۳۷۱
- نویسنده، کارگردان و بازی در فیلم آموزشی «مخابراتی»؛ شبکه ۱؛ ۱۳۶۸
- نویسنده در فیلم آموزشی «آقای ترافیک»؛ شبکه ۱؛ ۱۳۶۷

## رادیو
- بازی و گزارشگر در برنامه رادیویی «نقطه سر خط»؛ شبکه سلامت؛ ۱۳۸۷
- نویسنده، کارشناس و بازی در برنامه رادیویی «آفتاب و مهتاب»
- نویسنده، کارگردان و بازی در برنامه رادیویی «عصر جمعه»؛ ۱۳۶۶
- نویسنده و بازی در برنامه رادیویی «جمعه به یاد ماندنی» * نویسنده، کارگردان «جبرئیلی‌پور»؛ ۱۳۸۵–۱۳۸۳
- نویسنده و بازی در برنامه رادیویی «شما با رادیو تهران» * نویسنده، کارگردان «جبرئیلی‌پور»؛ ۱۳۸۷–۱۳۸۵
- نویسنده، کارشناس و بازی در برنامه رادیویی «این‌جا ایران است»
- بازی در برنامه رادیویی «صبح جمعه با شما»

## تله تئاتر
- نویسنده، کارگردان و بازی در تله تئاتر «آقای کج خیال»؛ شبکه ۱؛ ۱۳۶۳
- نویسنده، کارگردان و بازی در تله تئاتر «بمب»؛ شبکه ۱؛ ۱۳۶۰
- نویسنده، کارگردان و بازی در تله تئاتر «نمک و نمکدان»؛ شبکه ۱؛ ۱۳۶۰
- نویسنده، کارگردان و بازی در تله تئاتر «دام»؛ شبکه ۱؛ ۱۳۵۹

## میان پرده
- بازی در میان پرده «عبدلی و میرزا» * نویسنده، کارگردان «اوزی»؛ شبکه ۱؛ ۱۳۶۸
- بازی در میان پرده «بعد از خبر»
- نویسنده، کارگردان و بازی در میان پرده «زیر ذره‌بین»؛ شبکه ۱؛ ۱۳۶۲
- نویسنده، کارگردان و بازی در میان پرده «سوادآموزی»؛ شبکه ۱؛ ۱۳۶۳
- نویسنده، کارگردان و بازی در میان پرده «جنگ هفته»؛ شبکه ۱؛ ۱۳۶۸–۱۳۶۷
- نویسنده، کارگردان و بازی در میان پرده «مخابراتی»؛ شبکه ۲؛ ۱۳۶۹
- نویسنده، کارگردان و بازی در میان پرده «عبدلی و اوستا»؛ شبکه ۱؛ ۱۳۷۳–۱۳۷۲
- نویسنده، کارگردان و بازی در میان پرده «تاکسی»؛ شبکه ۱.

## نمایش‌ها
| عنوان نمایش                      | نویسنده                  | کارگردان        | محل اجرا | تاریخ اجرا                                                               |
| -------------------------------- | ------------------------ | --------------- | --- | ------------------------------------------------------------------------ |
| دام                              |                          |                 | |                                                                          |
| بمب                              |                          |                 | |                                                                          |
| دق مرگ                           |                          |                 | |                                                                          |
| وجدان بیدار                      |                          |                 | |                                                                          |
| کل عنایت                         |                          |                 | |                                                                          |
| عمو نوروز و حاجی فیروز           |                          |                 | |                                                                          |
| نمایش «از پا نیفتاده»            | «غلامحسین ساعدی»         | «غلامرضا عزیزی» | ارومیه، فرهنگ و هنر و کاخ جوانان                                                                                        | ۱۳۵۲                                                                     |
| نمایش «خیبر»                     | غلامرضا عزیزی            | غلامرضا عزیزی   | ارومیه، فرهنگ و هنر و کاخ جوانان                                                                                        | ۱۳۵۲                                                                     |
| نمایش «میراث»                    | بهرام بیضایی             | فروغ جابرزاده   | سالن فرهنگ و هنر و کاخ جوانان مرکزی                                                                                     | ۱۳۵۶                                                                     |
| نمایش «ما مس کنید»               | ناصر ایرانی              | آری             | تهران، دانشگاه کامپیوتر، کاخ‌های جوانان                                                                                  | ۱۳۵۴                                                                     |
| نمایش «ماغ»                      | مشترکاً با عبدالعلی کمالی | آری             | تهران، کاخ جوانان، جشنواره ساری                                                                                         | ۱۳۵۵                                                                     |
| نمایش «جانشین»                   | غلامحسین ساعدی           | آری             | تهران، کاخ‌های جوانان ـ آمل و بابل، سالن شهر                                                                             | ۱۳۵۸                                                                     |
| نمایش «در سینما»                 | آری                      | آری             | شمیران، دبیرستان‌ها، سالن آموزش و پرورش                                                                                  | ۱۳۵۰                                                                     |
| نمایش «صفر و حضر»                | آری                      | آری             | تهران، کاخ جوانان | ۱۳۵۳                                                                     |
| نمایش «قاتل کیست»                | آری                      | آری             | تهران، کاخ جوانان | ۱۳۵۳                                                                     |
| نمایش «کلاس هنرپیشگی»            | آری                      | آری             | تهران، کاخ جوانان | ۱۳۵۳                                                                     |
| نمایش «مشکل آپارتمان»            | آری                      | آری             | تهران، کاخ جوانان | ۱۳۵۳                                                                     |
| نمایش «یک شب در مهمانخانه»       | آری                      | آری             | تهران، کاخ جوانان | ۱۳۵۳                                                                     |
| نمایش «امید»                     | آری                      | آری             | تهران، روان درمانی تئاتر                                                                                                | ۱۳۷۰–۱۳۵۳ (راهیابی این نمایش به جشنواره فجر؛ ۱۳۶۶)                       |
| نمایش «خواستگار»                 | آری                      | آری             | تهران، روان درمانی تئاتر                                                                                                | ۱۳۷۰–۱۳۵۳                                                                |
| }با گروه ناشنوایان}              | آری                      | آری             | تهران، روان درمانی تئاتر                                                                                                | ۱۳۷۰–۱۳۵۳                                                                |
| نمایش «عشق»                      | آری                      | آری             | تهران، روان درمانی تئاتر                                                                                                | ۱۳۷۰–۱۳۵۳                                                                |
| نمایش «کودتا»                    | آری                      | آری             | تهران، روان درمانی تئاتر                                                                                                | ۱۳۷۰–۱۳۵۳                                                                |
| نمایش «کلفت کره‌ای»               | آری                      | آری             | تهران، کاخ جوانان | ۱۳۵۴                                                                     |
| نمایش «بانوایان یا کوچه هردمبیل» | آری                      | آری             | تهران، کاخ جوانان | ۱۳۵۴                                                                     |
| نمایش «دیوار کوتاه»              | آری                      | آری             | تهران، کاخ جوانان | ۱۳۵۵ (منتخب بهترین نمایش‌های کمدی و سنتی)                                 |
| نمایش «عشق رنگی»                 | آری                      | آری             | تهران، کاخ جوانان، شمیران، سالن‌های شهرداری                                                                              | ۱۳۵۷- ۱۳۵۶-۱۳۵۵                                                          |
| نمایش «کودتا»                    | آری                      | آری             | تهران، شمیران، باغ فردوس                                                                                                | ۱۳۵۹                                                                     |
| نمایش «بمب»                      | آری                      | آری             | تهران، شمیران، باغ فردوس ـ تئاترشهر، تالار شماره ۲ ـ پارک‌های سطح شهر                                                    | ۱۳۵۹–۱۳۵۸ (ضبط و پخش شبکه اول سیما)                                      |
| نمایش «دام»                      | آری                      | آری             | تهران، تئاترشهر، تالار شماره ۲                                                                                          | ۱۳۵۹ (ضبط و پخش شبکه اول سیما)                                           |
| نمایش «نمک و نمکدان»             | آری                      | آری             | تهران، تئاترشهر، تالار شماره ۲                                                                                          | ۱۳۶۰ (ضبط و پخش شبکه اول سیما)                                           |
| نمایش «دق مرگ»                   | آری                      | آری             | تهران، تئاترشهر، تالار شماره ۲                                                                                          | ۱۳۶۱                                                                     |
| نمایش خیابانی «زیرک و دیرک»      | آری                      | آری             | تهران، پارک | ۱۳۶۱ (ضبط و پخش شبکه اول سیما)                                           |
| نمایش «وجدان بیدار»              | آری                      | آری             | تهران، تئاترشهر، تالار شماره ۲                                                                                          | ۱۳۶۱ تالار تئاتر کوچک، اولین جشنواره فجر؛ ۱۳۶۶ (ضبط و پخش شبکه اول سیما) |
| نمایش «صندوق»                    | آری                      | آری             | تهران، تالار هنر، تئاتر کوچک تهران                                                                                      | ۱۳۶۵                                                                     |
| نمایش «شهر وارونه»               | آری                      | آری             | تهران، تالار محراب، مجموعه چمران                                                                                        | ۱۳۶۸–۱۳۶۷ (منتخب اولین جشنواره نمایش‌های آئینی ـ سنتی)                    |
| نمایش «شلم‌شوربا»                 | آری                      | آری             | تهران، تئاتر کوچک تهران                                                                                                 | ۱۳۶۷                                                                     |
| نمایش «اجلاس بزرگ»               | آری                      | آری             | تهران، مجموعه ولیعصر، قصر یخ، مجموعه نیاوران(منتخب دومین جشنواره آئینی سنتی)                                            | ۱۳۷۲-۱۳۷۱-۱۳۶۹                                                           |
| نمایش «انسان یا دیو»             | آری                      | آری             | تهران، تئاترشهر، تالار اصلی، جشنواره آئینی سنتی، (دریافت جایزه بهترین بازیگر)                                           |                                                                          |
| نمایش «جلسه مهم»                 | آری                      | آری             | تهران، مشهد، اصفهان، شیراز، تبریز، کرمان، رفسنجان، کاشان، یزد، بوشهر، مهاباد، زاهدان، بندرعباس، ارومیه، قزوین، گلپایگان | ۱۳۷۷-۱۳۷۳-۱۳۷۲                                                           |
| نمایش «بی‌وجدان»                  | آری                      | آری             | تهران، کارخانه‌ها و فرهنگسراها                                                                                           | ۱۳۷۸–۱۳۷۲                                                                |
| نمایش «خواستگاران»               | آری                      | آری             | تهران، کارخانه‌ها و فرهنگسراها                                                                                           | ۱۳۸۰- ۱۳۷۹-۱۳۷۴                                                          |
| نمایش «طلب‌کاران»                 | آری                      | آری             | تهران، کارخانه‌ها و فرهنگسراها ـ دبی، باشگاه ایرانیان                                                                    | ۱۳۸۲-۱۳۸۱-۱۳۷۵                                                           |
| نمایش «کلاه‌برداران»              | آری                      | آری             | تهران، کارخانه‌ها و فرهنگسراها                                                                                           | ۱۳۷۷–۱۳۷۶                                                                |
| نمایش «خفتگان»                   | آری                      | آری             | تهران، تالار اندیشه، فرهنگسرای خاوران                                                                                   | ۱۳۸۲–۱۳۸۱                                                                |
| نمایش «مستاجران»                 | آری                      | آری             | تهران، فرهنگسراها | ۱۳۸۷–۱۳۸۴                                                                |
| نمایش «شال جادویی»               | آری                      | آری             | تهران، فرهنگسراها، نهادها، ارگان‌ها، اولین جشنواره سیاه بازی ساری                                                        | ۱۳۸۷–۱۳۸۵                                                                |
| نمایش «چله زری»                  | آری                      | آری             | تهران، میراث فرهنگی، اندیشه، فرهنگسرای خاوران                                                                           | ۱۳۸۷–۱۳۸۶                                                                |
| نمایش «انار»                     | آری                      | آری             | تهران، جشنواره انار، فرهنگسرای اشراق، خاوران، بهمن، اقوام، سلامت، اخلاق، سالمند، صدف، خاتم، مجتمع فرهنگی ـ هنری حکیمیه  | ۱۳۸۷                                                                     |
| «اوزی»                           | آری                      | آری             | شبکه ۱ | ۱۳۷۲–۱۳۷۱                                                                |
| «بهروزی»                         | آری                      | آری             | | ۱۳۸۴                                                                     |
| گزارش نمایشی «شهر تاش»           | آری                      | آری             | شبکه ۵ | ۱۳۷۹–۱۳۷۸                                                                |

1. ↑  با گروه نابینایان
2. ↑  با گروه عقب‌افتاده‌های ذهنی
3. ↑  با گروه بزهکاران
4. ↑  (با گروه سالمندان

## گزارشگر
- بازی و گزارشگر در گزارش نمایشی «اما امروز»؛ شبکه ۵؛ ۱۳۸۳
- بازی، گزارشگر و مجری در گزارش نمایشی «سرزمین آشنا»؛ شبکه جام جم؛ ۱۳۸۳–۱۳۸۲

## نویسنده
- نویسنده کتاب «سیاه بازی از نگاه یک سیاه باز»؛ نشر حجت اصفهان؛ ۱۳۷۷
- نویسنده و تحقیق مشترک با «فروغ یزدان» کتاب «جشن‌ها و نمایش‌های زنانه»؛ (انجام مراحل نهایی)